# Moods!
Moods! was tot en met 2022 een cultureel zomerfestival in het centrum van Brugge. Tot en met 2013 heette het festival Klinkers. Er waren zowel betalende als niet-betalende concerten die - bij goed weer - telkens in open lucht plaatsvonden op diverse locaties, zoals het binnenplein van het Gruuthusemuseum, het Koningin Astridpark of het Burgplein. Ook waren er openluchtbioscoopvoorstellingen, en diverse kroegconcerten onder de naam "Klinkende kroegen". Het festival liep jaarlijks gedurende ruim twee weken rond het einde van juli en het begin van augustus.
De meest uiteenlopende genres kwamen aan bod zoals Jamaicaanse ska, rootsy soul uit de Verenigde Staten, jazzy streetfunk uit Canada, Mexicaanse canciones, Napolitaanse volksmuziek, Spaanse flamenco en Portugese fado.
Behalve muzikale optredens waren er ook openluchtbioscoopvoorstellingen en telkens eindigde het festival met Benenwerk - Ballroom Brugeoise, een dansfeest met uiteenlopende vormen van muziek, verspreid over de hele binnenstad.
In 2023 werd om financiële redenen besloot de stad het festival niet langer te organiseren. Benenwerk kreeg daarentegen extra middelen.